# The Trump Organization
 (juin 2019).
Si vous disposez d'ouvrages ou d'articles de référence ou si vous connaissez des sites web de qualité traitant du thème abordé ici, merci de compléter l'article en donnant les références utiles à sa vérifiabilité et en les liant à la section « Notes et références ».
The Trump Organization est une Limited Liability Company organisée sous la forme d'un conglomérat appartenant en totalité à la famille Trump. Son siège social se situe dans la Trump Tower à New York.
Donald Trump travaille d'abord dans l'entreprise (qui s'appelle alors Elizabeth Trump & Son) en assistant son père avant d'en prendre le contrôle en 1971 et de la renommer The Trump Organization.
La compagnie agit dans différents domaines (développement immobilier, hôtellerie, tourisme, tours résidentielles et terrains de golfs) aux États-Unis et à l'international.
Jusqu'en 2017, le groupe avait une filiale : la Trump Entertainment Resorts qui gérait plusieurs casinos d'Atlantic City dont le Trump Taj Mahal, le Trump Plaza et le Trump Marina. La filiale est vendue à Carl Icahn en 2017. Avec la chaîne NBC, elle gérait également les concours Miss USA, Miss Teen USA et Miss Univers.
Avec des investissements aux États-Unis et à l'international (Europe, Asie…), elle est principalement impliquée dans l'immobilier, la construction et le divertissement tout en maintenant sa présence dans plusieurs autres domaines comme l'édition littéraire, les médias, les services financiers, le développement de jeux télévisés et de jeux vidéo, l'alimentation et les boissons, le tourisme, les compagnies aériennes…
De 1971 à 2017, l'organisation est dirigée par Donald Trump en tant que président. Il est par la suite assisté de ses enfants Donald Trump Jr., Ivanka Trump et Eric Trump en tant que vice-présidents exécutifs.
Après l'élection en 2016 de Donald Trump comme président des États-Unis, le groupe est dirigé depuis 2017 par ses deux fils aînés. Son fils aîné Donald Trump, Jr. est devenu le nouveau président exécutif et son frère Eric est devenu vice-président exécutif. Leur sœur Ivanka quittera quant à elle la direction du groupe après la nomination de son mari Jared Kushner au poste de haut conseiller de Donald Trump. Elle devient elle-même conseillère de son père à la Maison blanche.

## Histoire
Les origines de la société commencent avec Frederick Trump et Elizabeth Christ Trump, un couple d'immigrés allemands qui s'installa en 1906 dans le district de Queens où Frederick Trump commença à développer des projets immobiliers. Le 30 mai 1918, il décéda de la grippe espagnole laissant une succession d'une valeur de 31 359 dollars (soit 564 789 dollars en 2018).
Sa veuve Elizabeth décida de poursuivre ses activités immobilières. Elle fit appel à des entrepreneurs afin de construire des maisons sur les terrains vacants que Frederick avait possédés puis de les vendre et de vivre de leurs versements hypothécaires. Son objectif était que ses trois enfants reprennent l'entreprise familiale. Son deuxième enfant, Fred Trump, débuta la construction de sa première maison en 1923 peu après l'obtention de son baccalauréat.
L'entreprise familiale était connue sous le nom de Elizabeth Trump & Son. Durant la grande dépression qui suivit la crise de 1929, l'entreprise connut des difficultés et fit faillite.
Pendant la Seconde Guerre mondiale, Fred Trump était devenu un promoteur immobilier de premier plan en construisant des appartements et des logements temporaires pour le personnel militaire en Virginie et en Pennsylvanie.
En 1944, il se concentra à nouveau sur Brooklyn et commença à planifier le développement d'immeubles résidentiels destinés à la classe moyenne. Il inaugura le complexe Shore Haven comportant 1 344 appartements en 1949 suivi de Beach Haven en 1950 et du Trump Village en 1964.
En 1968, le fils cadet de Fred, Donald Trump, commença à travailler dans l'entreprise alors qu'il était encore étudiant à l'université de Pennsylvanie.
En 1971, Donald fut nommé président exécutif (équivalent du directeur général) de la société tandis que son père prit la présidence du conseil d'administration. En 1973, Donald renomma l'entreprise The Trump Organization.
Contrairement à son père qui avait centré ses constructions dans les arrondissements du Queens et de Brooklyn, Donald Trump se tourna quant à lui vers des projets à Manhattan. En 1978, il réalise son premier grand projet en rachetant 50 % des parts de l'hôtel Commodore et en le rénovant à grands frais (contractant notamment un emprunt de 70 millions de dollars) en partenariat avec le groupe hôtelier Hyatt (le bâtiment est aujourd'hui connu sous le nom de Grand Hyatt New York et fut inauguré en 1980).
En 1980, il obtient le droit de construire la Trump Tower en partenariat avec la compagnie d'assurance The Equitable. La tour fut achevée en 1983.
Il se lança également dans le développement du casino Trump Plaza en 1984 puis du Trump Castle en 1985 et du Trump Taj Mahal en 1990.
En 1990, au moment de la crise financière, la Trump Organization est au bord de la faillite en raison des dettes faramineuses qu'elle a contractées et qui sont estimées à 3,4 milliards de dollars.
Donald Trump passa les années suivantes à renégocier ses dettes en cédant certaines propriétés et notamment la compagnie aérienne Trump Shuttle et sa participation dans le Plaza Hôtel en 1992.
En 1995, Donald Trump lança la Trump Hotels & Casino Resorts, une société cotée en bourse spécialisée dans la gestion des casinos, mais cette dernière fit faillite l'année suivante.
En 1997, Fred Trump transféra la majeure partie de son portefeuille d'immeubles à ses quatre enfants survivants (Donald, Robert, Maryanne et Elizabeth).
Fred Trump décéda en 1999. En 2004, les quatre frères et sœurs décidèrent de vendre les appartements du Trump Village pour 700 millions de dollars.
En décembre 2022, The Trump Organization est condamnée par un tribunal de New York pour fraude fiscale et falsification de déclarations comptables, pour ne pas avoir déclaré la véritable rémunération de ses dirigeants et de ses cadres. L'ancien directeur financier de la Trump Organization, Allen Weisselberg, est également condamné, étant accusé de s’être « servi de sa position hiérarchique pour s'assurer des avantages somptueux tels que la location à titre gracieux d'un appartement de luxe à Manhattan, nombre de voitures Mercedes-Benz et des droits de scolarité dans des écoles privées pour ses petits-enfants, tout cela sans payer les impôts requis », a dénoncé le procureur.
Le 16 février 2024, Donald Trump est condamné à une amende de plus de 350 millions de dollars par la Cour suprême de New York et temporairement interdit d'exercer des activités à New York en raison de la fraude financière présumée de la Trump Organization. Le 26 février 2024, Donald Trump fait appel de cette condamnation. Cet appel, enregistré auprès de la Cour suprême de New York vise l'interdiction imposée Donald Trump et à ses deux fils Donald Jr et Eric Trump de diriger des entreprises dans l'État de New York pendant trois ans et à une amende de plus de 350 millions de dollars.

## Propriétés immobilières

### Immeubles détenus en totalité ou en partie
- Trump Tower (New York)
- Trump World Tower (New York)

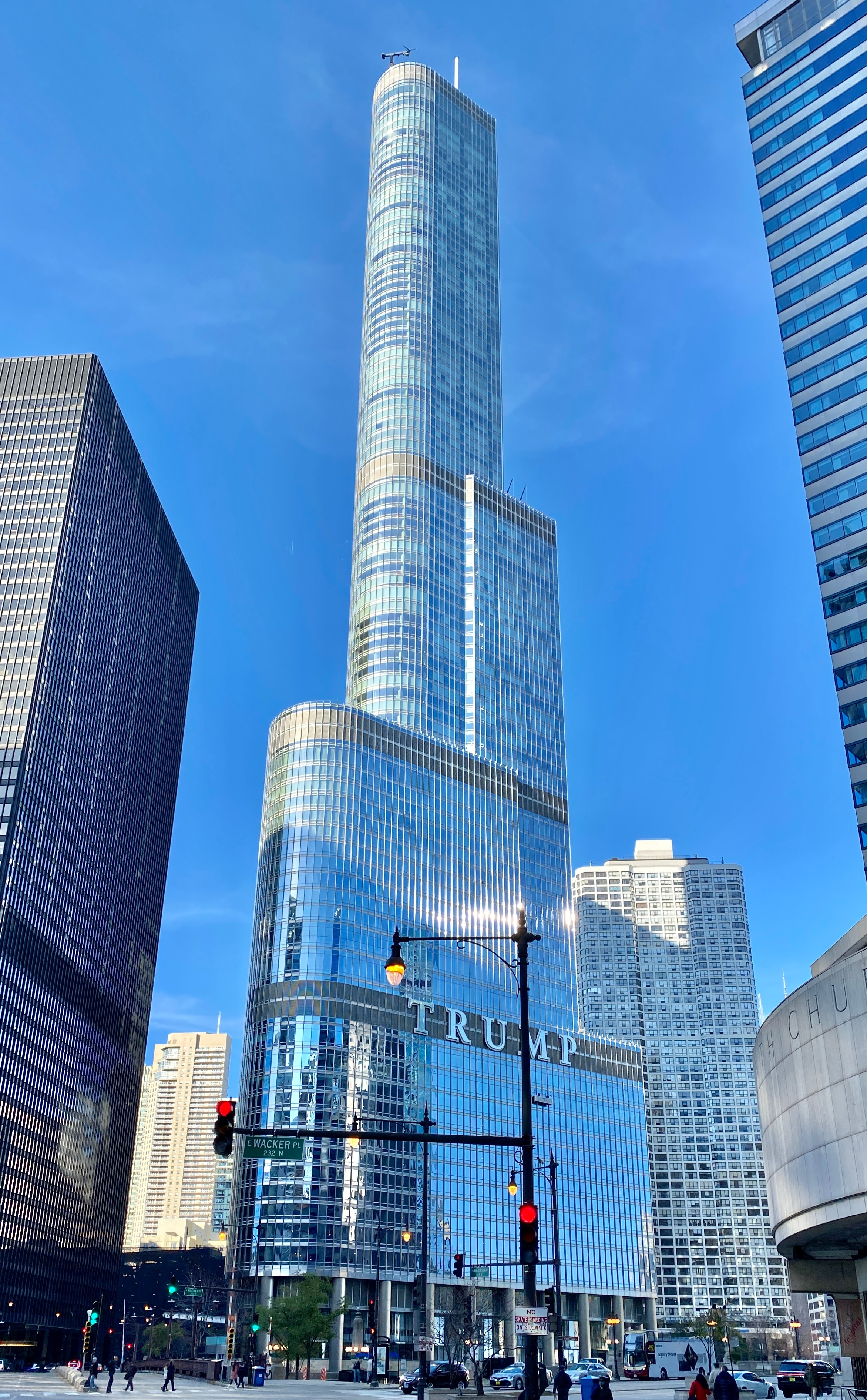
La Trump International Hotel & Tower à Chicago (Illinois).

- Financial Center Building (New York)
- Trump Building au 40 Wall Street (New York)
- 555 California Street (San Francisco)
- Trump International Hotel & Tower Chicago
- Trump International Hotel Las Vegas
- Trump Park Avenue (New York)
- Mar-a-Lago (Floride)

### Immeubles sous licence du nom Trump
À New York :
- Trump Palace
- Trump Place
- Trump Parc
- Trump Parc East
- Trump Park Residences
- Trump Plaza
- 610 Park Avenue
- Trump International Hotel & Tower New York
- 200 Riverside Boulevard
- 220 Riverside Boulevard
- 240 Riverside Boulevard

Aux États-Unis :
- Trump Bay Street à Jersey City (New Jersey)
- Trump Plaza Residences à Jersey City (New Jersey)
- Trump Tower at City Center dans le comté de Westchester (État de New York)
- Trump Parc Stamford (Connecticut)
- Trump Park Residences à Shrub Oak (État de New York)
- Trump International Hotel & Tower Fort Lauderdale (Floride)
- Trump Towers Sunny Isles Beach (Floride)
- Trump Grande Ocean Resort & Residences (Floride)
- Trump Hollywood (Floride)
- Trump International Hotel & Tower Waikiki (Hawaï)

À l'international :
- Trump International Hotel & Tower Java (Indonésie)
- Trump Towers Istanbul (Turquie)
- Trump Tower Punta Del Este (Uruguay)
- Trump World Tower Seoul (Corée du Sud)
- Palm Trump International Hotel & Tower Dubai
- Trump Tower Makati (Philippines)
- Trump Tower Mumbai (Inde)
- Trump Tower Kolkata (Inde)
- Trump Tower Pune (Inde)
- Trump Tower Delhi (Inde)

### Anciennes propriétés
- Empire State Building
- General Motors Building at Trump International Plaza (New York)
- Grand Hyatt Hotel à Manhattan (New York)
- Trump International Hotel Washington
- Plaza Hotel à Manhattan (New York)
- Hotel St Moritz à Manhattan (New York)
- Maison de L’Amitié à Palm Beach (Floride)
- Trump International Hotel & Tower Vancouver (Canada)
- Trump International Hotel & Tower Toronto (Canada)
- Trump Ocean Club International Hotel & Tower Panama

### Patinoires
- Patinoire Wollman et Lasker de Central Park : C'est une patinoire publique qui se situe dans la partie sud de Central Park, à New York. Des concerts, spectacles et autres événements new yorkais y sont organisés. En 2019, la Trump Organization a retiré le nom Trump de la plupart des enseignes et logos des patinoires Wollman et Lasker.

Le 13 janvier 2021, le maire de New York, Bill de Blasio, a annoncé que le gouvernement de la ville mettrait fin à tous les contrats avec la Trump Organization, citant l’implication de Trump dans l’assaut du Capitole des États-Unis la semaine précédente. L’annulation des contrats de la Trump Organization pour l’exploitation de la patinoire Wollman, de la patinoire Lasker et du carrousel de Central Park était censée entrer en vigueur le 26 février. Il a ensuite autorisé les patinoires à rester ouvertes jusqu’à la fin prévue de la saison de patinage. La concession de Trump a expiré en avril 2021.

### Vignobles
Trump Winery : Un vignoble de plus de 400 hectares acheté en 2011 par Donald Trump pour 14 millions de dollars et situé sur la Trump Vineyard Estates à Charlottesville, en Virginie. Le vignoble n'appartient plus à Donald Trump, mais à son fils : Eric Trump.
Le domaine comporte également un hôtel de luxe situé sur le domaine d'Albemarle Estate.

### Terrains de golf
La société possède actuellement 7 terrains de golf sur le territoire américain. Les terrains ont tous pour noms "Trump National Golf Club" et sont situés : dans la capitale Washington D.C., à Briarcliff Manor dans l'État de New York, à Bedminster dans le New Jersey, à West Palm Beach en Floride, à Mooresville en Caroline du Nord, à Philadelphie en Pennsylvanie et à Los Angeles en Californie.
La Trump Organization construit actuellement le Trump International Golf Club (comportant aussi un casino inspiré de celui de Monte-Carlo : le Trump Club Privee) dans les Caraïbes, sur l’Île de Canouan située en Saint-Vincent-et-les-Grenadines.
En 2006, Trump acquiert 5,2 km2 de terrain en Écosse, avec l'intention d'en faire « le meilleur terrain de golf du monde » capable d'accueillir des événements mondiaux. Le projet reçoit des critiques des résidents locaux (sauf les entrepreneurs locaux qui y voyaient une chance pour leurs sociétés), de tout le Royaume-Uni ainsi que des militants environnementaux soucieux de préserver les dunes (vieilles de 4000 ans) environnantes. Malgré tout, le projet est lancé en 2010 après avoir été d'abord rejeté par les élus locaux puis accordé après une enquête controversée du gouvernement écossais. Il comprend deux parcours de 18 trous, un hôtel 5 étoiles, des villas ainsi qu'une académie de golf.
En septembre 2011, alors qu'un projet de construction d'éoliennes, non loin du site du futur terrain de golf, est lancé, la société communique son objection vis-à-vis des éoliennes. Donald Trump écrit donc au Premier Ministre écossais en affirmant parler pour le peuple écossais afin de protester contre ce projet qu'il qualifie de « laid ».
Après la controverse des éoliennes, Donald Trump se voit menacé de ne plus pouvoir investir dans des projets en Écosse. Cependant, en 2014, il achète le prestigieux Turnberry Resort dans l'Ayrshire.
Les clubs de golf possédés ou gérés par le groupe Trump sont :
Aux États-Unis :
- Trump Golf Links à Ferry Point (New York)
- Trump International Golf Club West Palm Beach (Floride)
- Trump National Doral Miami (Floride)
- Trump National Golf Club Bedminster (New Jersey)
- Trump National Golf Club Charlotte (Caroline du Nord)
- Trump National Golf Club Colts Neck (New Jersey)
- Trump National Golf Club Hudson Valley (New York)
- Trump National Golf Club Jupiter (Floride)
- Trump National Golf Club Los Angeles (Californie)
- Trump National Golf Club Philadelphie
- Trump National Golf Club Washington D.C
- Trump National Golf Club Westchester (New York)

À l'international :
- Trump International Golf Club Dubaï
- Trump International Golf Links & Hotel Doonbeg (Irlande)
- Trump International Golf Links & Hotel Aberdeen (Écosse)
- Trump International Golf Links & Hotel Turnberry (Écosse)
- Trump World Golf Club Dubaï

## Autres actifs
La Trump Organization contrôle directement ou indirectement une grande variété d'entreprises autres qu’immobilières pour une valeur totale estimée en 2013 de 317,6 millions de dollars.
Donald Trump utilise ou a utilisé son nom comme marque pour de nombreux produits et services.
Il a touché 1,1 million de dollars de royalties pour avoir apposé son nom sur une ligne de vêtements. Donald Trump gagnerait entre 15 000 et 100 000 dollars de royalties annuels pour l'édition de livres.
Jusqu'en 2015, Donald Trump était propriétaire des concours Miss Univers, Miss USA et Miss Teen USA dont la valeur totale est estimée à 15 millions de dollars.
Trump a commercialisé son nom sur un grand nombre de produits et de services qui ont connu un succès plus ou moins mitigé dont :
- Trump Financial (société de crédit hypothécaire)
- Trump Sales and Leasing (vente résidentielle)
- Trump International Realty (société de courtage immobilier résidentiel et commercial)
- The Trump Entrepreneur Initiative (société de formation à entrepreneuriat anciennement appelée Université Trump)
- Trump Restaurants (situés dans la tour Trump et comprenant le Trump Grill, le Trump Bar, le Trump Café et le Trump Ice Cream)
- GoTrump.com (ancien site de voyages en ligne)
- Trump Drinks (boisson énergétique pour les marchés israélien et palestinien)
- Donald J. Trump Signature Collection (une ligne de vêtements et d'accessoires pour hommes)
- Donald Trump The Fragrance (première chaîne de parfum)
- SUCCESS de Donald Trump (deuxième chaîne de parfum)
- Trump Ice (ligne d'eau minérale en bouteille)
- Trump magazine
- Trump Golf
- Trump Chocolate
- Trump Home (articles d'ameublement)
- Trump Productions (société de production télévisée)
- Trump Institute
- Trump : The Game (jeu de carte de 1989 avec une réédition en 2004 liée à The Apprentice)
- Donald Trump's Real Estate Tycoon (jeu de simulation d'entrepreneuriat)
- Trump Books
- Trump Model Management
- Trump Realty
- Trump shuttle (compagnie aérienne)
- Trump Vodka
- Trump Steaks

L’organisation Trump regroupe également des entreprises créées par Ivanka Trump qui comprend Ivanka Trump Fine Jewelry (une ligne de bijoux) et la collection Lifestyle Ivanka Trump (une ligne de créateurs de mode et de cosmétiques haut de gamme qui comprend des parfums, des chaussures, des sacs à main, des vêtements d'extérieur et des lunettes).
La société a déposé de nombreux noms de marques directement liés au nom Donald Trump, dont « The Donald », « Trumpnet », « Trumped », « Trumptini », « Tour de Trump », ou encore « Trump’s World’s Fair ». Selon Donald Trump, la somme des marques déposées et contenant son nom fixe la valeur totale de la marque globale « Donald Tump » à 3 milliards de dollars (2011).

## Gouvernance
Au 1er janvier 2018, le conseil d'administration se compose de :
- Donald Trump, Jr., 1er vice-président exécutif chargé du développement et des acquisitions (remplace Ivanka Trump)
- Eric Trump, 2e vice-président exécutif chargé de la gestion des golfs
- Amanda Miller, directrice du marketing
- Alan Garten, vice-président chargé des affaires juridiques
- Lawrence Glick, vice-président chargé du portefeuille sportif (golfs)
- George Sorial
- Alan Weisselberg, directeur financier
- Deirdre Rosen, directrice des ressources humaines
- Andrew Weiss, directeur chargé des constructions